# 送粉者

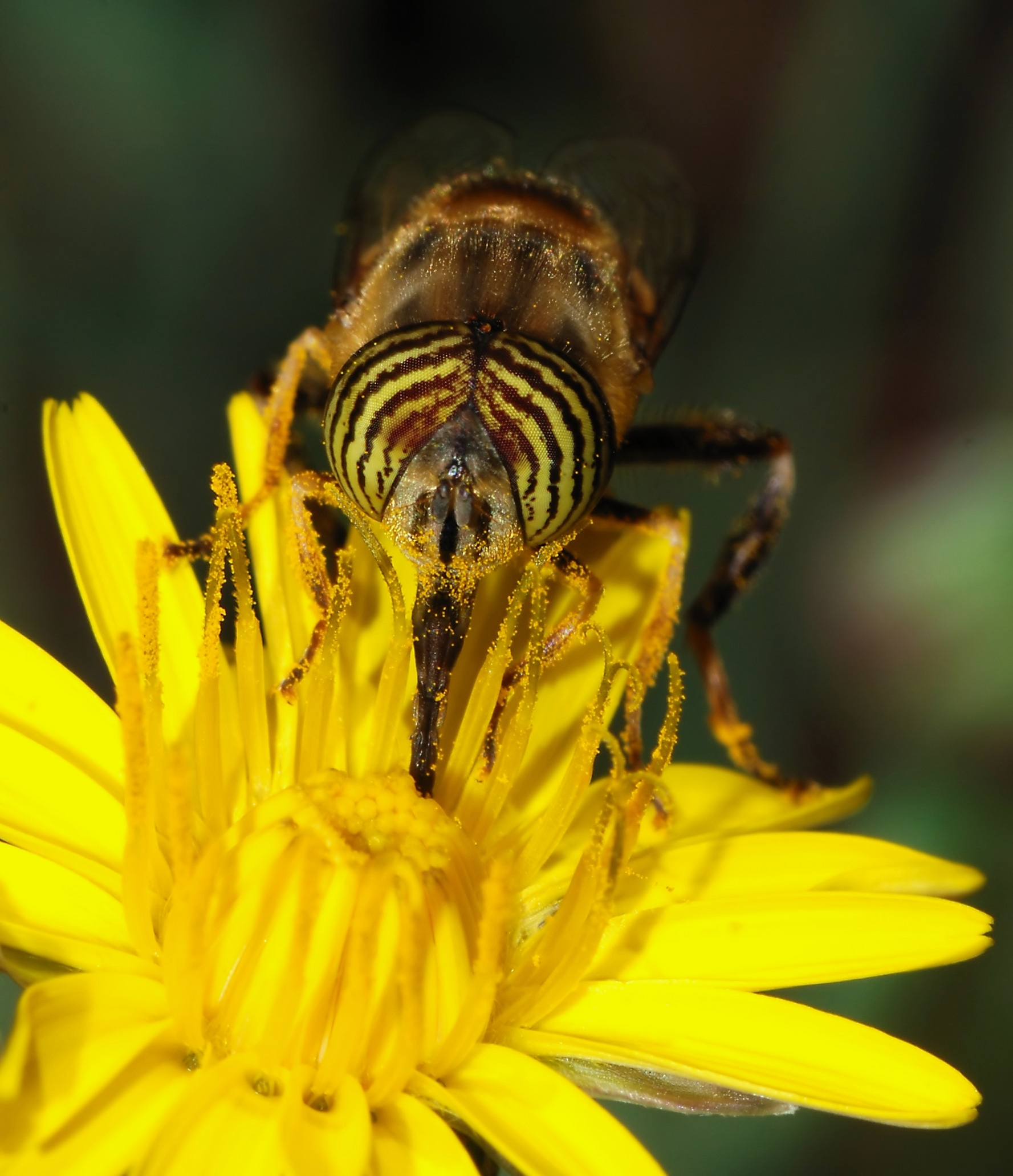
ヤナギタンポポの一種を送粉するハナアブの一種Eristalinus taeniops

送粉者（そうふんしゃ、英: pollinator）とは、植物の花粉を運んで受粉させ（送粉）、花粉の雄性配偶子と花の胚珠を受精させる動物のこと。花粉媒介者（かふんばいかいしゃ）・授粉者（じゅふんしゃ）・ポリネーターともいう。送粉者によって媒介される受粉様式を動物媒と呼ぶ。

## 概要
送粉者となる動物は主に昆虫類と脊椎動物である。送粉者に花粉媒介をされる植物は主に被子植物であり、地球全体の約90%の野生被子植物が送粉者に依存する。送粉者の訪花行動と摂食器官の形態は、被子植物の花の形態と開花様式など（送粉シンドローム）と密接な関連があり、送粉者と被子植物の間で共進化があったと考えられている。
花を訪れる動物の中で送粉を行わず蜜のみを採る動物を盗蜜者と呼ぶ。同一の動物種でも訪れる花によって送粉者として振舞う場合と盗蜜者として振舞う場合が分かれるものもある。

## 経済効果
世界全体の主要な農産物の4分の3以上は、生産量およびその品質において、送粉者に司られている。
生物多様性および生態系サービスに関する政府間科学 政策プラットフォーム（IPBES）の2016年レポートによれば、その度合はそれぞれであれ、送粉者がもたらす経済効果は、市場価値換算にて年間2,350億ドル～5,770億ドルであり、世界全体の作物生産量の5～8%に、じかに寄与すると推計される。
開発途上国ではコーヒーやココア、先進国ではアーモンドのように、主要輸出食品として世界全体の雇用も確保している。
また、青果物、種子、ナッツ、油料作物などといった我々の健康と生命維持のかなめとなる高栄養価の食品の生産にとどまらず、医薬品、バイオ燃料、綿や麻などの繊維、材木などの建築材料といった広範的な産業の礎を支えている。

## 送粉シンドローム
植物は受粉様式を反映したさまざまな送粉シンドロームを持つ。送粉シンドロームの構成要素としては、花全体の大きさや花冠の深さ・幅、色（ある種の花は、蜜の場所を示す紫外光でしか見えないパターンを持つ）、香り、蜜の量・成分の特徴が挙げられる 。
送粉者と送粉シンドロームの関係として、「鳥類は花筒が細長く、蜜を多く分泌する赤い花をよく訪れるが、幅広くて蜜が少なく、花粉の多い花にはあまり引き付けられない」などがある。後者のような花は甲虫類をよく引き付ける。花の特徴を実験的に操作する（色や大きさ、向きなどを変える）と、送粉者による訪花は少なくなる。
送粉者に対する送粉シンドロームの作用を「誘引」「報酬」「選別」「制御」に分類・整理する考え方もある。
誘引
花の色や形状・香りなどによって、離れた場所にいる送粉者に働きかけて呼び寄せる。
報酬
蜜・花粉・香り成分など、花に訪れた送粉者への報酬。誘引した送粉者へ報酬を与えない送粉は「騙し送粉」という。
選別
特定の動物を送粉者とすること。誘引の方式や報酬の種類によって送粉者を選別するほかにも、開花時間を限定し、その時間に活動する動物のみを送粉者に選定することもある。また、選別を緩やかにして多種類の送粉者に依存する場合と、選別を厳しくして限られた送粉者に依存する場合もあり、植物によって戦略が異なっている。
制御
蜜腺の位置を示す蜜標（ガイドともいう）や、花の物理構造によって動物が送粉をより確実に行うように制御する。

## さまざまな送粉者

### ハナバチ

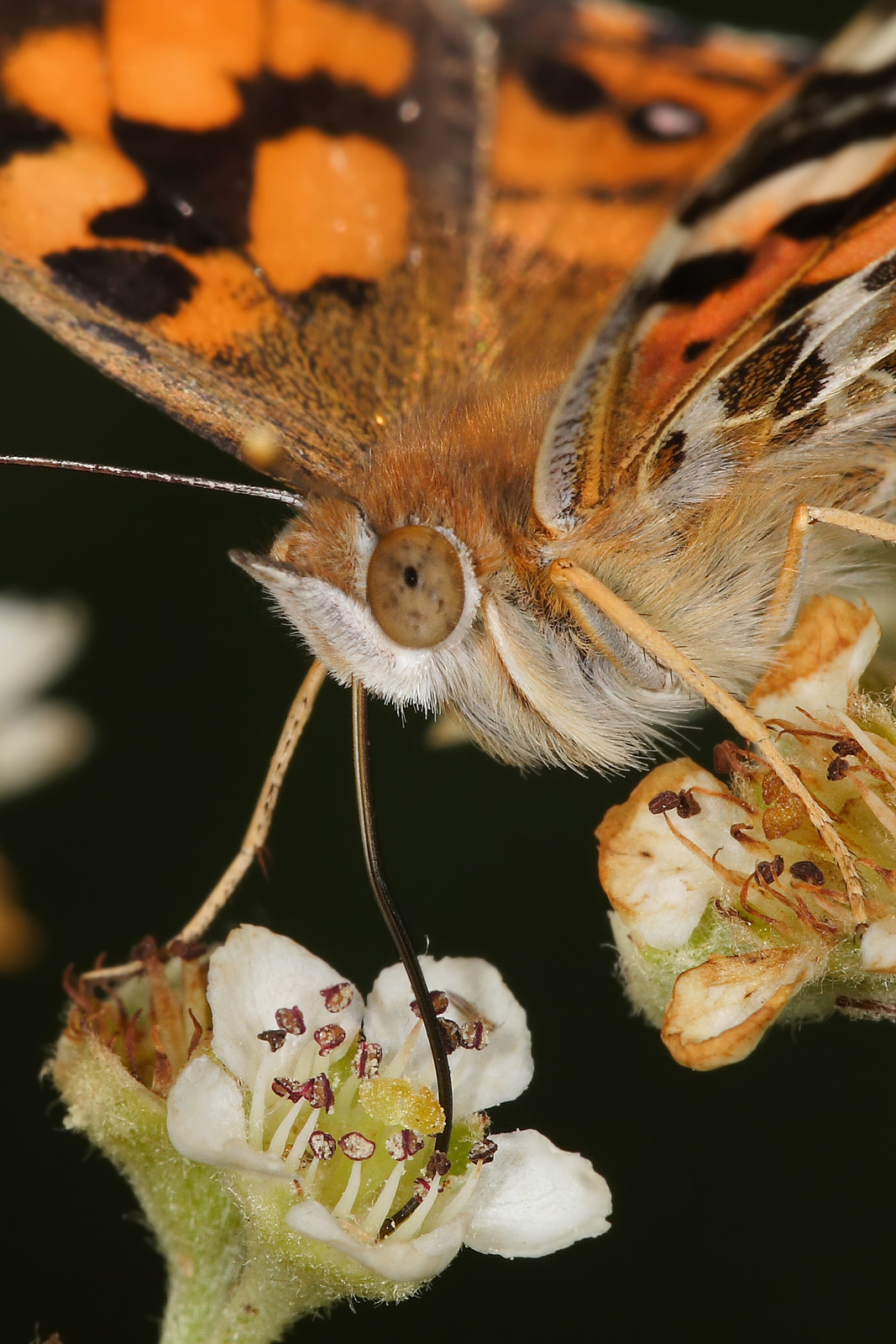
吻を延ばして採食中のミナミヒメアカタテハ。チョウ類はハナバチ類ほど効率的ではないが、よく知られた送粉者である。

もっともよく知られた送粉者は、明らかに送粉に適応した特徴を持つハナバチ類であり、種子植物の80%にハナバチの送粉が関与している。ハナバチはふつう毛で覆われており、帯電している。これらの性質により、彼らの体には花粉が付着しやすい。それだけでなく、ハナバチ類は花粉を運ぶために特殊化した構造を持つ。たとえば多くの種では後肢（ハキリバチ科などでは腹部）に羽毛状の剛毛が密集した花粉ブラシと呼ばれるものがある。またミツバチやマルハナバチの仲間は後肢に花粉籠と呼ばれる構造を持つ。ハナバチの多くは高濃度のエネルギー源である蜜やタンパク質に富む花粉を集めて幼虫の餌として利用するのだが、その際に意図的でなく花粉を花から花へ運んでいる。シタバチ類の雄はランの送粉をする際に、蜜や花粉ではなく花の香りの成分を集めている。なお雌は別の花の送粉者になっている。ミツバチなど真社会性のハナバチ類は、繁殖のために豊富かつ安定した花粉源を必要とする。
ミツバチ
ミツバチは花から花へと飛び回り、蜜（蜂蜜のもととなる）と花粉を集める。葯を擦って花粉を集め、後肢にある花粉籠と呼ばれる部位に蓄える。ミツバチが別の花に移動したときに、花粉の一部は柱頭に移る。
蜜はミツバチのエネルギー源、花粉はタンパク源となる。ミツバチが多くの幼虫を育てているとき（養蜂家のいうところの、巣が「構築中」のとき）には、必要な栄養を満たすために花粉を意図的に集める。このときには、主に蜜を集めていて花粉は偶然運ぶだけのときに比べて、10倍以上の効率で送粉が行われる。

### その他の昆虫
鱗翅目に属するチョウやガも送粉を行う。食用農作物の送粉者としてはそれほど重要ではないが、ガのなかには野生植物やタバコなどの農作物にとって重要なものも多い。
ほかにも多くの昆虫が送粉を行う。カリバチ類（特にアナバチ科やスズメバチ科）やツリアブ、ハナアブは一部の植物にとって重要な送粉者である。ハナムグリなどの甲虫、アザミウマやアリなども送粉を行うことがある。キンバエ類に送粉される植物もあり、その場合には花から悪臭がすることが多い。ある種のミバエ類の雄は、特殊な化学物質を含む香りを発するマメヅタラン属の一部にとって唯一の送粉者である。森林限界より標高の高い場所では、ミツバチ上科の送粉者がマルハナバチ属しかいないことがあり、そのような場合には双翅目のハエ類が主要な送粉者になることもある。それ以外の目の昆虫が送粉者になることはまれで、あるとしても偶発的に送粉するだけのことが多い。半翅目のハナカメムシ科、カスミカメムシ科などがこれにあたる。

### 脊椎動物
熱帯の植物の一部にとって、コウモリは重要な送粉者である。ハチドリ、ミツスイ、タイヨウチョウといった鳥類も、とくに花筒の深い花の送粉を行うことが多い。ほかにはサル、キツネザル、ポッサム、齧歯類、トカゲなども一部の植物の送粉をすることが知られている。
人間が意図的に送粉者をすることを人工授粉という。